# 默讀
默讀（英語：Subvocalization）是指一種在閱讀時不作聲而默默在心內閱讀的過程。绝大多数情况下，除非使用专门的设备，否则哪怕是阅读者本人，对于是否进行了默读也是不可察知的。
心理学研究表明，默读可以有效降低阅读时的认知负荷，从而帮助对内容的理解和记忆。
根據一些速讀術的理論，默讀是拖慢速讀的主要原因，所以要盡可能在速讀時省卻默讀，使速讀的過程可以加快。但是有研究表明默读是阅读理解的必要组成部分，不仅无法完全排除，而且还有助于提高速读时的理解度。

## 外部連結
- NASA Develops System to Computerize Silent, 'Subvocal Speech'  （页面存档备份，存于）
- NASA researchers can hear what you're saying, even when you don't make a sound  （页面存档备份，存于）
- An interview with NASA's Chuck Jorgensen on the Subvocal Speech - including pictures and video of the technology.